# Палавандов, Николай Осипович
Князь Николай Осипович (Иосифович) Палавандов (Николоз (Нико) Палавандишвили; 1790—1855) — русский государственный деятель, Тифлисский гражданский губернатор (1832—37), библиофил и собиратель манускриптов.

## Биография
Родился около 1790 года. Происходил из рода грузинских князей Палавандовых. Молодым человеком в 1800-е годы поступил на русскую службу. В 1813 году был направлен курьером к императору Александру I, чтобы сообщить о взятии Ленкорани. Чтобы передать это донесение, Палавандову пришлось ехать в Европу, где Александр I находился при армии, сражавшейся с Наполеоном. После того, как донесение было передано, Палавандов вместе с русской армией принял участие в Заграничных походах и вступлении русских и союзных войск в Париж. 
После возвращения на Кавказ, успешно продолжил свою карьеру и в 1832 году занял должность Тифлисского гражданского губернатора, на которой оставался вплоть до 1837 года. 
В 1832 году брат Николая, Евсевий Палавандов, попытался вовлечь его в антироссийский заговор. Николай, однако, не только решительно отказался участвовать в заговоре, но и убедил брата явится с повинной к Кавказскому наместнику и сообщить о планах заговорщиков, что и произошло. Таким образом, крупный по своим масштабам и возможным последствиям заговор был предотвращён в решающей степени благодаря Николаю Палавандову.
С 1834 года был женат на княжне Марии (Мариам) Луарсабовне Орбелиани (1817—1851). 
Скончался в 1855 году.
В 1900 году в журнале «Кавказский вестник» были напечатаны воспоминания Палавандова, записанные Лукой Исарловым.